# Grand Island (Nebraska)
Pour les articles homonymes, voir Grand Island.
La ville de Grand Island est le siège du comté de Hall, dans l’État du Nebraska, aux États-Unis. Sa population s’élevait à 48 520 habitants lors du recensement de 2010, estimée à 51 478 habitants en 2018, ce qui en fait la quatrième ville de l’État.

## Histoire
En 1857, 35 Allemands quittèrent la ville de Davenport, dans l’Iowa, pour s’installer en un lieu que des explorateurs français avaient nommé La Grande Île, situé sur la rivière Platte. Ils arrivèrent à destination le 4 juillet 1857. Cet endroit avait été choisi car le chemin de fer alors en construction devait s’arrêter tous les 150 miles pour que les locomotives fassent le plein. Les neuf premières années furent difficiles, entre blizzard et affrontements avec les Amérindiens. L’emplacement fut détruit par un incendie en 1866 et la ville fut reconstruite plus au nord. Bien que n’étant plus située sur une île, elle a gardé son nom. En 1886, le chemin de fer atteignit Grand Island. La ville fut incorporée en 1872. 
Vers 1890, la betterave à sucre fut introduite. Grand Island abrita la première usine de transformation de la betterave à sucre aux États-Unis.

## Transports
Grand Island possède un aéroport (code AITA : GRI).

## Personnalités liées à la ville
L’acteur Henry Fonda est né à Grand Island le 16 mai 1905, ainsi que le musicien George Balch Wilson en 1927 et Edith Abbott. L'un des hommes les plus lourds du monde, Patrick Deuel, est également né à Grand Island, en 1962.